# Mary Alicia Owen
Mary Alicia Owen, nota anche con lo pseudonimo di Julia Cott (29 gennaio 1850 – 2 gennaio 1935), è stata una folclorista del Missouri che ha raccolto numerose leggende locali e sul voodoo in Louisiana.
Nacque in una famiglia di Saint Joseph, nel Missouri, e viveva con le sue due sorelle, Luella e Juliette, note come autrici. Ebbe l'ispirazione di trascrivere le storie popolari in via di estinzione dopo aver letto Algonquin Legends of New England e iniziò una corrispondenza con Charles Godfrey Leland. La sua prima pubblicazione fu Old Rabbit the Voodoo, and other Sorcerers, che vantava una prefazione di Leland e che accolta favorevolmente dalla rivista inglese Folk-Lore; il recensore, E. S. Hartland, liquidò la richiesta di Leland di tenere in conto che fosse un'opera prima e affermò in merito che «dalla prima all'ultima pagina, non ce n'è una noiosa...» Le sue ricerche furono socializzate in un articolo che lesse a Londra nel 1891 in occasione del Second International Folk-Congress, per cui pubblicò Among the Voods negli atti (Transactions) del congresso.
La sua opera principale fu Voodoo tales as told among the Negroes of the southwest.
Owen servì a lungo nella Missouri Folklore Society, dal 1908 fino all'anno della sua propria morte, anche come suo presidente.
Owen pubblicò altresì articoli in Century Magazine e Overland Monthly, scrivendo sotto lo pseudonimo di Julia Scott, e contribuì con articoli e recensioni anche in altri periodici.